# جيم هنري (لاعب كرة قاعدة)
جيم هنري (بالإنجليزية: Jim Henry) هو لاعب كرة قاعدة أمريكي، ولد في 26 يونيو 1910، وتوفي في 15 أغسطس 1976.

## وصلات خارجية
- جيم هنري على موقع دوري كرة القاعدة الرئيسي (الإنجليزية)
- جيم هنري على موقعبيزبول رفرنس.كوم (الدوري الرئيسي) (الإنجليزية)
- جيم هنري على موقعبيزبول رفرنس.كوم (الدوري الثانوي) (الإنجليزية)
- جيم هنري على موقع جمعية أبحاث البيسبول الأمريكية (الإنجليزية)
- جيم هنري على موقع إي إس بي إن.كوم (أم.أل.بي) (الإنجليزية)
- جيم هنري على موقع مشجعي الرسوم البيانية (الإنجليزية)